# Климов, Вячеслав Валерьевич
Вячеслав Валерьевич Климов  (родился 4 марта 1975 в г. Винница, УССР) — украинский предприниматель и общественный деятель, основатель компании «Нова Пошта», президент Союза украинских предпринимателей (СУП).

## Биография
Получил высшее образование в Харьковском авиационном институте по специальности «Проектирование авиационных двигателей и энергетических установок». С 1998 по 2001 годы работал инженером-конструктором АНТК им. Антонова, занимался преподавательской деятельностью в киевском филиале Харьковского авиационного института.
В 2001 году совместно с Владимиром Поперешнюком и Инной Поперешнюк основал компанию «Нова Пошта», которая со временем стала крупнейшей на Украине компанией, предоставляющей услуги экспресс-доставки документов, грузов и посылок.
В 2007 году получил степень Executive MBA в Международном институте бизнеса в Киеве.
С момента основания до 2014 года был генеральным директором «Нова Пошта». В 2014 году перешел с должности генерального директора в Наблюдательный совет и сосредоточился на стратегическом управлении, передав операционную деятельность команде топ-менеджеров. Входит в ТОП-100 самых богатых украинцев.
Женат, воспитывает сына.

## Общественная деятельность
В 2016 году вместе с 18 другими украинскими бизнесменами основал Союз украинских предпринимателей (СУП) и стал его первым президентом. В 2018 был переизбран президентом СУП на второй срок.

## Награды
- Орден «За заслуги» III степени (18 ноября 2024 года) — за мужество и самоотверженность, проявленные в защите государственного суверенитета и территориальной целостности Украины, весомый личный вклад в развитие различных сфер общественной жизни в условиях военного положения, добросовестное выполнение профессиональной обязанности[3].
- Премия Журнала «Новое Время» «Люди Нового Времени» — за личные усилия и решения, всерьез повлиявшие на жизнь страны, — создание системы доставки товаров с западными стандартами (2015)[4].